# Proto-Min
Il proto-Min (pMin o pMǐn) è una proto-lingua derivata dal cinese antico imperiale da cui discendono il proto-Min meridionale o proto-Minnan (da cui a loro volta discendono tutti i dialetti Minnan o "dialetti Min meridionali"), il proto-Min orientale o proto-Mindong (da cui a loro volta discendono tutti i dialetti Mindong), il proto-Min nordorientale e tutti gli altri dialetti Min.
Il proto-Min è una proto-lingua e fonte fondamentale per la ricostruzione del cinese antico. Inoltre, i dialetti Minnan sono piuttosto conservativi, per cui permettono insieme ad altri dialetti conservativi di ricostruire il primo cinese medio.
La ricostruzione di Norman è stata ampiamente usata da Baxter e Sagart (2014) per ricostruire il cinese antico e un file contenente le corrispondenze tra le consonanti iniziali del cinese antico e le iniziali in proto-Min, in vietnamita e in proto-Hmong Mien è stato scritto da Baxter, Sagart e Mathieu Beaudouin e pubblicato nel 2021.

## Contesto storico e linguistico

### Il proto-Min prima della scissione
Il pMin originariamente era parlato nell'attuale provincia di Fujian. Fujian era già abitata da un popolo indigeno/aborigeno, i Baiyue, che avevano fondato lo stato di Minyue; i Baiyue probabilmente erano di origine austroasiatica e parlavano una lingua derivata dal proto-austroasiatico (o "proto-Hmong-Mien"). Minyue venne sconfitto dall'imperatore Wu nel 110 a.C., durante la dinastia Han. Pertanto, i primi cinesi di etnia Han iniziarono a colonizzare il territorio. Al tempo, si parlava il cinese antico imperiale, successivo al cinese antico pre-imperiale/monarchico; i sinogrammi erano già stati standardizzati durante il regno dell'imperatore Qin.
Il pMin dunque iniziò a formarsi già intorno al 110 a.C., per cui discende direttamente dal cinese antico imperiale. Nel pMin è rintracciato un substrato austroasiatico risalente alla lingua dei Baiyue; un substrato analogo è ritracciato anche in proto-Wu. L'area di Fujian è montuosa e ricca di fiumi scarsamente navigabili, per cui è rimasta isolata rispetto a molte altre aree della Cina. Questo isolamento ha portato a contatti minori con substrati linguistici dei secoli successivi, per cui in particolare i dialetti Min sono rimasti molto conservativi rispetto al cinese antico imperiale. I migranti raggiungevano Fujian attraverso le valli del fiume Gan e del fiume Xiang.
Durante i secoli successivi, l'area di Fujian fu oggetto di tre grandi migrazioni: la prima avvenne durante la fase di declino della dinastia Jin, una dinastia di origine mongola che per un breve periodo (280-316) aveva riunificato l'impero cinese nuovamente suddiviso in Stati che si combattevano tra loro a seguito della caduta della dinastia Han. L'anno cruciale è stato il 311, in cui è avvenuto il disastro di Yongjia: l'antica capitale Luoyang venne saccheggiata dagli Xiongnu, l'imperatore Jin dell'epoca venne catturato e giustiziato e molti cinesi dovettero scappare da nord verso sud per sfuggire ai massacri di guerra e alla povertà, carestie e epidemie che sarebbero sopraggiunte. Anche il successivo imperatore della dinastia Jin insieme al suo braccio destro Wang Dao scappò nelle terre dove si parlava l'antico Jiangdong, una varietà antica discendente dal proto-Wu. I cinesi che immigrarono a Fujian la raggiungevano dall'Henan passando attraverso la foce del fiume Changjiang (Yangtze) e l'attuale Zhejiang.
Nel 420 inizia l'epoca del primo cinese medio (420-907); il pMin potrebbe essersi già separato in dialetti intorno a questo periodo, ma secondo Baxter e Sagart, il pMin durante il periodo del primo cinese medio poteva ancora essere una lingua unitaria e parlata.
La seconda grande ondata migratoria intreccia la storia del pMin con la storia del proto-Hakka: infatti, nel momento in cui i nuovi immigrati cinesi si scontrarono con i nativi Hakka-She (che parlavano proto-Hakka-She) per contendersi le scarse risorse, i nuovi immigrati ricevettero sostegno militare. Nel 669 o 677, durante il regno dell'imperatore Gaozong dei Tang, Chen Zheng e suo figlio Chen Yangguang dalla contea di Gushi (Henan) misero un'amministrazione regionale (e dunque un governo locale) a Fujian per sopprimere un'insurrezione degli She. Nell'885, durante il regno dell'imperatore Xizong, Wang Chao e il fratello minore Wang Shenzhi condussero una spedizione militare contro gli She. In generale, gli She venivano sconfitti nelle rappresaglie; quando smisero di fare insurrezioni, si separarono completamente dagli Hakka e si isolarono quasi completamente in villaggi. Da questa separazione, nacque il proto-She. Da queste migrazioni di cinesi risalenti al primo cinese medio, è nato il substrato di primo cinese medio nel pMin, composto da prestiti lessicali che seguono il sistema fonetico del primo cinese medio; questi prestiti lessicali formano la pronuncia letteraria di una parola nei vari dialetti discendenti, contrapposta alla variante colloquiale/vernacolare e originale.
Dopodiché, nell'893 (e dunque verso la fine della dinastia Tang), Wang Chao venne nominato Governatore di Fujian e si spostò da Gushi (Henan) a Fujian insieme a decine di migliaia di soldati provenienti dallo Henan. Nel 907 cadde la dinastia Tang, per cui nacque un breve periodo di sbandamento precedente all'avvento della dinastia Song. La caduta della dinastia Tang marca simbolicamente anche la fine del periodo del primo cinese medio (420-907). Nel 909 dunque Wang Shenzhi (王審知), il fratello minore di Wang Chao, fondò il regno di Min. I dialetti Min prendono il nome proprio dal nome di questo antico regno. Successivamente, nacque la breve dinastia Tang meridionale da una costola della dinastia Tang ormai crollata.
Entro la fine del primo cinese medio, dunque potenzialmente entro il 907 (caduta della dinastia Tang e successiva fondazione dello Stato di Min), il pMin si è scisso nei vari dialetti Min (e.g., Mindong, Minzhong,  Minbei...) e in almeno tre altre proto-lingue, il proto-Minnan (proto-Min meridionale), da cui discendono tutti i dialetti specificatamente Minnan, più il proto-Mindong (proto-Min orientale) e proto-Min nordorientale. Uno dei dialetti Min più prestigiosi, a sua volta diviso in sotto-varietà, è il dialetto Hokkien/Quanzhang, di gruppo Minnan e dunque derivato dal proto-Minnan.

### Il proto-Min durante e dopo la scissione
Il regno di Min, durante la fase di declino, fu vittima di una guerra civile (939-944) nata a causa di una ribellione di Wang Yanzheng contro il fratello e imperatore Wang Xi, che dopo l'assunzione del potere era diventato molto crudele e licenzioso; durante la guerra civile, Wang Xi venne assassinato dal suo generale Zhu Wenjin, che usurpò il trono nel 944-945; dopodiché, la guerra civile con l'assassinio di Zhu Wenjin da parte di un suo generale e la vittoria di Wang Yanzheng nel febbraio 945. Wang Yanzheng salì al trono l'ultimo re di Min, Tiande, ma il suo governo fu molto breve siccome il regno di Min venne conquistato nel 945 dalla dinastia Tang meridionale. L'ultimo imperatore si arrese e visse fino alla sua morte a Jinling (l'odierna Nanchino, più anticamente detta Jiankang).
Alla dinastia Tang, seguì la dinastia Song (~907-1279), in cui si parlava il tardo cinese medio. Successivamente, tra il 1279 e il 1368, si colloca la dinastia Yuan, un periodo di dominazione mongola detto "khanato mongolo", durante il quale si parlava il mandarino antico (Old Mandarin). La dinastia successiva è la dinastia Ming (1368-1644), durante la quale si parlava il mandarino medio. Una delle prime attestazioni dei dialetti Min risale al 1566-1581, periodo in cui sono datati i manoscritti di un'opera letteraria cinese, il Romanzo dello specchio di Litchi (Romance of the Litchi Mirror), scritto in un misto di dialetto Quanzhou e Chaozhou. Pertanto, durante il periodo Ming i dialetti Min erano già sviluppati e maturi al punto tale da comparire nelle opere letterarie in lingua vernacolare (e non in cinese classico o "wenyan"). Nel periodo appena successivo sono anche prodotte le prime opere di non-cinesi intorno alla lingua cinese sia ufficiale e letteraria (il guanhua nel periodo del mandarino medio) e alla lingua cinese dialettale, siccome il popolo incolto non conosceva la varietà letteraria. Gli scrittori di tali opere erano perlopiù frati spagnoli nelle Filippine che avevano imparato e documentato il dialetto Hokkien parlato dai mercanti Hokkien che si erano stabiliti nelle Filippine nello stesso periodo; dunque, la famiglia Minnan gode di svariate attestazioni già molto antiche. La prima opera è la Doctrina Christiana en letra y lengua china (1593), una traduzione in Hokkien cinquecentesco della Doctrina Christiana, un testo liturgico scritto originariamente in latino.
Nel tardo Seicento, dunque durante l'inizio del periodo Qing (1644-1912), tolse le limitazioni al commercio con gli stranieri. Pertanto, il porto di Xiamen (detta in dialetto Zhangzhou "Amoy", Ēe-mûi) conobbe un periodo di ascesa, soppiantò il vecchio porto di Yuegang (la moderna Haicheng) e diventò il più grande porto della provincia di Fujian. Inoltre, i commercianti cinesi avevano il permesso di spostarsi all'estero e svolgere dall'estero le loro attività commerciali. Da quel momento, il dialetto Amoy (famiglia Minnan, sotto-famiglia Hokkien) si divenne il principale dialetto Min parlato all'estero. Alcune comunità di parlanti Amoy si registrano nella Britannia Malese, Nella Singapore Britannica, a Hong Kong durante l'occupazione britannica, nelle Filippine (e.g., Manila) durante l'occupazione spagnola, nelle indie olandesi, nella Cocincina francese e lungo la costa occidentale dell'Isola di Taiwan, che è di fatto accanto a Fujian ed è separata dalla costa di Fujian dallo stretto di Taiwan. Il dialetto Amoy crebbe di importanza al punto da essere tra i primi dialetti Min attestati; la famiglia Hokkien/Quanzhao veniva talvolta detta "Amoy", nome oggi in disuso.
Durante la dinastia Qing, la Cina aveva deciso di chiudersi al commercio con l'estero e manteneva una bilancia commerciale molto favorevole per l'impero cinese. Pertanto, gli occidentali iniziarono a importare oppio in Cina attraverso l'isola di Singapore e lo Yunnan. Quando l'imperatore fece confiscare una grossa partita di oppio e la fece bruciare e buttare in un fiume per distruggerla, scoppiò una guerra con gli occidentali, la prima guerra dell'oppio, che fu clamorosamente persa dall'impero cinese in quanto era meno avanzato tecnologicamente in guerra. Pertanto, l'imperatore Qing fu costretto a firmare il trattato ineguale di Nanchino, in cui i Qing venivano forzati ad aprire 5 porti al commercio estero. Uno di questi 5 porti era proprio il porto di Amoy. Questo atto contribuì a consolidare ulteriormente il prestigio della varietà Hokkien.
La generica sotto-famiglia Hokkien è la macro-varietà tuttora più prestigiosa di dialetto Min.

## Fonti per la ricostruzione
Le fonti usate per la ricostruzione del pMin sono tutte le varietà Min esistenti, da cui si estraggono dati linguistici registrati in lavori sul campo, dizionari, grammatiche e articoli scientifici. Tutti i dialetti Min comunque devono essere già classificate in famiglie. I dati linguistici, per esempio la pronuncia di un sinogramma, si affiancano per effettuare la comparazione e ricostruire dunque l'antica forma originaria e unificata. Talvolta, un sinogramma può avere più pronunce; qualora una pronuncia sia colta e derivi dunque dal substrato letterario, tale pronuncia (come anche l'intero substrato) va isolato siccome non riflette la pronuncia originaria e colloquiale. Per esempio, svariati sinogrammi in proto-Hakka hanno una pronuncia colta e non vernacolare che è successiva al proto-Hakka originario; tale substrato comunque può aiutare a ricostruire altre varietà antiche e letterarie di cinese come il primo cinese medio e l'antico mandarino, nel momento in cui il substrato viene riconosciuto e datato. Il riconoscimento e datazione del substrato è possibile grazie alle caratteristiche linguistiche (e.g., una pronuncia contenente un suono estraneo all'inventario dei suoni antichi di un dialetto è una pronuncia non vernacolare).
La seconda fonte oggi disponibile per ricostruire il pMin con un risparmio di tempi e sforzi è una ricostruzione di una proto-lingua comunemente accettata e intermedia riferita a un gruppo specifico di dialetti Min che faccia un uso al massimo limitato del Qieyun e che prenda anche in considerazione le attestazioni antiche della lingua. L'unica ricostruzione esistente di questo tipo è quella del proto-Minnan, ovvero del proto-Min meridionale (pSM, da "proto-Southern Min"), pubblicata da Bit-Chee Kwok nel 2018. Dal proto-Minnan discendono tutti i dialetti Minnan tra cui l'Hokkien/Quanzhang. La ricostruzione di alcune caratteristiche del proto-Min orientale o proto-Mindong (pEM, da "proto-Eastern Min") è ancora a uno stato estremamente embrionale ed è stata svolta da Hiroyuki Akitani (秋谷裕幸) nel 2022; l'autore poi cita un'opinione di Nicholas Bodman in cui viene trattato il proto-Min nordorientale (pNeM, "proto-North Eastern Min") riportata in un'opera di Ronald Walton (1896), The Taishun Phonological System: A Descriptive Study of a Northeastern Min Dialect.
La terza fonte affiancabile alla ricostruzione embrionale del proto-Mindong è la ricostruzione del proto-Ningde, un dialetto Min orientale parlato a Fujian. Il proto-Ningde è stato ricostruito da Hiroyuki Akitani nel 2018.
Un'altra fonte è il substrato di prestiti dagli antichi dialetti cinesi del sud (inclusi i dialetti Min) in proto-austroasiatico o "proto-Hmong-Mien".
Parallelamente alle fonti sui dialetti Min e sui substrati antichi, si può affiancare una ricostruzione del cinese antico, che è la lingua da cui discende il pMin. La ricostruzione più recente e innovativa è la Baxter-Sagart (2014). Un'altra fonte affiancabile è la ricostruzione del cinese degli Han orientali (25-220) effettuata da Weldon South Coblin (1983).
Un'altra fonte oggi messa parzialmente in discussione per la ricostruzione del pMin è il Qieyun di Lu Fayan, un rimario di lingua cinese risalente al primo cinese medio (601), affiancato alla sua espansione, il Guangyun del 1008. Questa fonte viene messa oggi in discussione per la ricostruzione di ogni proto-lingua sinitica in quanto le pronunce nel Qieyun sono basate su un compromesso tra le varietà del nord e del sud allo scopo di leggere bene i sinogrammi nelle opere letterarie. Pertanto, le pronunce sono frutto di uno standard sia artificiale, sia letterario e non vernacolare e autentico. Inoltre, il pMin (come molte proto-lingue sinitiche) è datato molto anteriormente al primo cinese medio e ha molte caratteristiche diverse. Pertanto, il Qieyun si può affiancare per espandere le possibilità di ricostruzione ma non deve essere la fonte primaria. Ad ogni modo, la ricostruzione più importante del Guangyun (e dunque del sistema fonetico del primo cinese medio) è di Baxter (2011).

### Attestazioni storiche dei dialetti Min
Una delle prime attestazioni dei dialetti Min risale al 1566, 1581 e 1604, periodo in cui sono datati i manoscritti di un'opera letteraria cinese, il Lìjìng Jì (荔镜记) o "Il racconto dello specchio di litchi" (Tale of the Litchi Mirror), in peh-oe-ji "Lē-kèng-kì" e traducibile letteralmente come "La leggenda del litchi". L'opera è una rappresentazione teatrale anonima scritto in un misto di dialetto Quanzhou e Chaozhou; entrambi i dialetti sono di famiglia Minnan, sotto-famiglia Hokkien. L'opera è ambientata proprio tra Quanzhou e Chaozhou; il protagonista, Dang San (陳三), proviene da Quanzhou, mentre la donna la lui amata, Ng Ngou-nie (黃五娘), vive a Chaozhou. L'opera prende parte del nome da un fazzoletto pieno di litchi che Ng getta a Tan per indicargli in modo simbolico che contraccambia il suo amore. L'opera, suddivisa in numerose scene (出), è stata stata prima pubblicata e poi ripubblicata (重刊) con il titolo "五色潮泉插科增入詩詞北曲勾欄 - 荔鏡記戲文"; il sito del Ministero della Cultura sull'Opera di Taiwan ha pubblicato una versione online con audio in Hokkien taiwanese commentata da Shi Binghua (施炳華註) e affiancata dalla punteggiatura.
Un'altra opera è la Doctrina Christiana en letra y lengua china una versione in Hokkien della Doctrina Christiana del 1593. La varietà trattata da questa e da tutte le opere spagnole fino al 1643 è una varietà di Hokkien che discende dal dialetto di Zhangzhou, con delle caratteristiche in comune con il Quanzhou e il Teo-Swa (ovvero il Chaozhou e lo Shantou) e parlato in origine lungo il porto di Yuegang (la moderna Haicheng) prima che venisse soppiantato in fama e crescita dal porto di Amoy (Xiamen). Il libro fu scritto dai padri dell'Ordine di San Domenico (Orden de Sancto Domingo) e stampato nelle Filippine.
Un'altra è il Dictionarium Sino Hispanicum di Pedro Chirino del 1604.
Un'altra è il Vocabulario de la Lengua Española y China / Vocabulario Hispanico y Chinico, generalmente dello stesso periodo. 
Un'altra è il Bocabulario de la lengua sangleya por las letraz de el A.B.C., un dizionario di spagnolo-Hokkien con definizioni. I sangley erano dei mercanti cinesi che parlavano una varietà di Hokkien che erano emigrati dalla zona di Fujian e si erano stabiliti a Manila, nelle Filippine. L'opera è del 1617.
Un'altra è l'Arte de la lengua chiõ chiu, la prima grammatica del dialetto di Chaozhou e la seconda grande attestazione storica di questo dialetto Minnan. È scritta in spagnolo e risale al 1620. L'opera è anonima ma forse l'autore è un nome menzionato nel libro, Melchior de Mançano (1580-1630?), un frate domenicano che lavorò a Pangasinán, nell'isola di Luzon nel 1617, per poi tornare in Europa e spostarsi a Manila dal 1627 al 1629. Il libro era in possesso di Raymundo Feyjoó, un frate domenicano di basso rango del Monastero di Santa Catalina, che possedeva il manoscritto (de Mançano in alternativa è il nome del frate che portò il manoscritto in Europa). Il monastero è stato demolito nel 1837. Il libro è stato scritto "nell'anno 48 dell'Imperatore Wanli" 萬曆, quindi sarebbe del 1620, cioè l'ultimo anno di regno di questo Imperatore della Dinastia Ming. La lingua sarebbe il dialetto di Zhangzhou o un ibrido parlato dai cinesi emigrati a Manila, i sangley. La romanizzazione usata da de Mançano è simile a quella usata da Francisco Varo in "Arte de la lengua chinica mandarina", la prima grammatica europea di cinese mandarino; il manoscritto risale al 1682, durante il periodo del mandarino medio. 
Un'altra è il Dictionario Hispanico Sinicum, un dizionario di spagnolo-Hokkien con una parte in mandarino medio non compiuta. L'opera è del 1626-1642.
Un'altra è il Vocabulario de letra china di Francisco Diaz del 1643.
Un'altra è il Páizhāng zhīyīn 拍掌知音, "Clap and rhyme", scritta da Liao Lunji (廖綸璣) poco prima dell'anno 1700. L'opera è un rimario che tratta l'Hokkien di Quanzhou ed è nota anche con i titoli alternativi 击掌知音 e 拍掌知声. Nel titolo, l'atto di battere la mano era svolto dagli studenti di cinese per rispondere a una domanda centrata sul fatto che qualcosa fosse giusto o sbagliato ed era un modo giocoso di esercitarsi. Il rimario contiene sia le pronunce letterarie che colloquiali. 
Un'altra è il Dùjiāng shū shíwǔ yīn 渡江書十五音 "The Dùjiāng shū fifteen consonants", un rimario di un autore anonimo e pubblicato nel 1716, appena dopo la pubblicazione del Dizionario Kangxi. L'opera tratta perlopiù il dialetto di Amoy, con alcuni tratti Zhangzhou. Nel titolo, "渡江" significherebbe "attraversare il fiume", forse con un riferimento geografico al Changjiang/Yangtze. 
Un'altra è lo Huìjí Yǎsútōng Shíwǔyīn 彙集雅俗通十五音 ("Compilation of the fifteen elegant and vulgar sounds" oppure "the Fifteen Initials Accessible to both the Refined and the Vulgar in one Collection"), un rimario che descrive il dialetto di Zhangzhou o "Changchow" scritto da Xie Xiulan (謝秀嵐) e pubblicato in più edizioni. La prima edizione pervenuta è del 1818. L'opera talvolta viene abbreviata in "十五音". 
Un'altra è lo Huìyīn Miàowù 彙音妙悟 ("Understanding of the collected sounds"), un rimario che descrive il dialetto di Quanzhou scritto intorno all'anno 1800 da Huang Qian (黃謙) e pubblicato in più edizioni. La prima edizione non è pervenuta e il primo esemplare pervenuto è l'edizione del 1831. Il nome dell'opera in peh-oe-ji è Lūi-chi̍p Ngé-sio̍k-thong Si̍p-ngó͘-im.
Un'altra è Dictionary of the Hok-këèn Dialect of the Chinese Language, According to the Reading and Colloquial Idioms, sempre del reverendo Walter Henry Medhurst del 1832. In quest'opera, che tratta il dialetto di Zhangzhou basandosi sull'opera di Xie Xiulan, si attesta anche il primo uso della parola "Hokkien" per riferirsi a questa sotto-famiglia di dialetti Minnan. L'opera contiene anche un sistema di romanizzazione che è la prima versione del peh-oe-ji (POJ). Medhurst ha studiato il cinese mentre era a Malacca; lavorò poi a Penang e nell'odierna Jakarta. Nell'introduzione, si riferisce all'Hokkien chiamandolo "Emoey tongue".
Un'altra è A Vocabulary of the Hok-keen Dialect as Spoken in the County of Tsheang-Tshew (in cinese: 漳州音字典), scritta da Samuel Dyer e pubblicata nel 1838.
Un'altra è First Lessons in the Tie-chiw Dialect, la prima grammatica del dialetto di Chaozhou (o "Teochew"), scritta da William Dean e pubblicata nel 1841.
Un'altra è An English and Chinese Vocabulary in the Court Dialect, pubblicata da Samuel Wells Williams nel 1844. L'opera è un dizionario che, nonostante il titolo indichi il mandarino medio, contiene anche l'Amoy Hokkien ottocentesco, il Teochew ottocentesco (indicato come "tiéchiu" e "tie-chiw") e altri due dialetti, il cantonese ottocentesco e il dialetto Ningbo ottocentesco (di famiglia Wu); l'opera è anche la prima opera non-cinese ad attestare un dialetto Wu, in tal caso il Ningbohua ottocentesco.
Un'altra è Romanised Colloquial Dictionary (in cinese: 羅馬化會話字典) di John Lloyd (約翰·盧還). L'opera è un manoscritto non completato, scritto ad Amoy tra il 1844 e il 1848 e di difficile reperimento.
Un'altra è Anglo Chinese Manual of the Amoy Dialect (in cinese: 翻譯英華廈腔語彙), scritto da Elihu Doty e pubblicato nel 1853. Doty è talvolta considerato uno degli inventori del peh-oe-ji.
Un'altra è Hollandsch–Emoïsch woordenboek (Dutch–Amoy Dictionary), in cinese 荷廈詞典, scritto da M. Schaalje nel 1864 e non pubblicato; una seconda copia manoscritta è del 1889. I due manoscritti sono conservati nella Biblioteca dell'Università di Leiden.
Un'altra è A Manual Of The Amoy Colloquial del reverendo John Macgowan, pubblicato nel 1869 e editato tre volte (la quarta edizione è del 1898). L'opera tratta il dialetto Hokkien e contiene anche una revisione della latinizzazione peh-oe-ji; questa versione sostanzialmente corrisponde all'odierno POJ.
Un'altra è Chinese-English Dictionary of the Vernacular or Spoken Language of Amoy, with the Principal Variations of the Chang-Chew and Chin-Chew Dialects (in cinese: 廈英大辭典) del reverendo Carstairs Douglas, pubblicato nel 1873. La seconda edizione a cura del reverendo Thomas Barclay risale al 1899 e contiene la correzione di alcuni errori. Le opere trattano il dialetto Zhangzhou e Quanzhou, detti "Chang-Chew" e "Chin-Chew". Nell'edizione del 1923, Barclay vi aggiunse un'importante appendice in cui i sinogrammi mancanti che Douglas non è riuscito a individuare per trascrivere le sillabe sono stati tutti individuati e inseriti.
Un'altra è Bāyīn dìngjué 八音定訣, "A method for learning the eight tones", scritta da Ye Kai'en (葉開恩), pubblicata nel 1875 e ristampata più volte a partire dal 1881. L'opera tratta il dialetto Hokkien dell'antica contea di Tong'an (同安) che includeva gran parte di Xiamen/Amoy e gran parte dell'odierna contea di Jinmen (金门). L'Hokkien grossomodo di Amoy era poi mescolato con la varietà generale Quanzhao.
Un'altra è A Sillabic Dictionary of the Chinese Language di Samuel Wells Williams, scritto tra 1863 e 1874 e pubblicato nel 1874. Il dizionario di base illustra il mandarino tardo-imperiale nella varietà di Nanchino (e dunque in una varietà meridionale) e di Pechino, tuttavia contiene anche la pronuncia in cantonese ottocentesco, in vietnamita moderno e in Amoy Hokkien ottocentesco.
Un'altra è Hollandsch–Chineesch handboekje voor het Tsiang-tsiu dialect (Dutch–Chinese dictionary of the Zhāngzhōu dialect), in cinese: 荷中漳音辭典. L'opera è stata scritta da H. Stuart nel 1875 ed è un manoscritto non pubblicato, conservato nella Biblioteca dell'Università di Leiden.
Un'altra è lo Handbook of the Swatow Dialect with a Vocabulary di Herbert Allen Giles, pubblicata nel 1877. L'opera è la prima che tratta il dialetto Shantou ottocentesco, chiamato "Swatow", di famiglia Minnan e parlato a Shantou (Guangdong).
Un'altra è First Lessons in the Swatow Dialect di Adele Marion Fielde, pubblicata nel 1878. L'opera è la prima grammatica di dialetto Shantou ottocentesco.
Un'altra è Chineesch–Hollandsch woordenboek van het Emoi dialekt (in cinese: 中荷字典：廈門音), scritta in olandese da Carolus Franciscus Martinus (C.F.M.) De Grijs e J.J.C. Francken, finita di scrivere nel dicembre 1881 (in base alla data finale nella prefazione) e pubblicata nel 1882.
Un'altra opera è A pronouncing and defining dictionary of the Swatow dialect, sempre di Adele Marion Fielde. L'opera è stata pubblicata nel 1883 e tratta lo Shantou ottocentesco.
Un'altra è English-Chinese Vocabulary of the Vernacular or Spoken Language of Swatow, scritta da Rudolf Lechler, Samuel Wells Williams e William Duffus e pubblicata nel 1883. L'opera descrive lo Shantou ottocentesco.
Un'altra è A Chinese and English Vocabulary, in the Tie-chiu Dialect di Josiah Goddard, pubblicata nel 1883. L'opera tratta il Teochew ottocentesco.
Un'altra è English and Chinese Dictionary of the Amoy Dialect del reverendo John Macgowan, pubblicato nel 1883. L'opera tratta il dialetto Hokkien.
Un'altra è Chinese-English Dictionary: Dictionary of Amoy vernacular and English di John Van Nest Talmage, pubblicata nel 1885 e basata sull'Amoy Hokkien ottocentesco.
Un'altra è A handbook of the Swatow vernacular, scritta da Lim Hiong Seng (ovvero "Lin Xiongcheng") e pubblicata nel 1886.
Un'altra è il Nederlandsch-Chineesch woordenboek met de transcriptie der Chineesche karakters in het Tsiang-tsiu dialekt, hoofdzakelijk ten behoeve der tolken voor de Chineesche taal in Nederlandsch-Indië (Dutch-Chinese dictionary with transcription of Chinese characters in the Zhàngzhōu dialect, mainly for the purpose of translating the Chinese language in Dutch India), in cinese: 荷華文 語類參. L'opera è stata scritta da Gustave Schlegel ed è stata pubblicata in 4 volumi (四冊) tra il 1886 e il 1890.
Un'altra è "A Chinese-English Dictionary" di Herbert Allen Giles, uno degli inventori dell'antica trascrizione Wade-Giles per il cinese mandarino. Il dizionario di base illustra il mandarino tardo-imperiale nella pronuncia di Pechino, tuttavia contiene una vasta gamma di lingue: il vietnamita moderno, il tardo coreano moderno, il giapponese, il cantonese ottocentesco, lo shanghainese ottocentesco, l'Hakka/Kejiahua ottocentesco, il Ningbo ottocentesco, il wenzhounese, il sichuanese, il dialetto di Yangzhou e infine alcuni dialetti Minnan: il Teochew e il Fuzhouhua (la varietà di Hokkien parlata a Fuzhou). Il dizionario è stato compilato tra il 1874 e il 1892; la prima edizione è stata pubblicata nel 1892 e la seconda risale al 1912.
Un'altra è New Dictionary in the Amoy Dialect (in cinese: 廈門音的字典) di John Van Nest Talmage, pubblicato nel 1894. Il titolo in peh-oe-ji è "Ē mn̂g im ê jī-tián. Tán-má-jī Bo̓k-su".
Un'altra è The Hokkien Vernacular (in cinese: 福建白話英文字典) di George Thompson Hare, un dizionario in più parti pubblicato nel 1897 e ripubblicato a Kuala Lumpur nel 1904.
Un'altra è il Nichi Tai syōjiten (kanji: 日臺小字典), "A small Japanese–Taiwanese dictionary", scritto dal Governatorato Generale di Taiwan (Taiwan Sōtokuhu 臺灣總督府) durante l'occupazione di Taiwan da parte del Giappone. Il dizionarietto tratta la varietà di Hokkien parlata a Taiwan, è stato pubblicato nel 1898 e ripubblicato nel 1908. L'opera è stata poi affiancata a una versione più vasta e dunque più informativa del dizionario, Tai Nichi daijiten 臺日大辭典, pubblicato nel 1907 e ripubblicato in 2 volumi nel 1931 e 1932.
Un'ultima opera è A Dictionary of the Amoy Vernacular, spoken throughout the prefectures of Chin-chiu, Chiang-chiu and Formosa. L'opera è stata scritta da William Campbell e tratta l'Hokkien parlato a Taiwan, indicato con il vecchio nome "Formosa", il Teochew e l'Hokkien parlato a Zhangzhou. La prima edizione è del 1913 e la seconda edizione è del 1923.

### Tavola delle fonti
La tavola riassume le fonti, ma non è esaustiva; le fonti storiche vengono tracciate fino al 1914, cioè fino allo scoppio della Prima Guerra Mondiale:
| Nome | Autore/i                                              | Anno             |
| --- | ----------------------------------------------------- | ---------------- |
| Lijing Ji (Il romanzo dello specchio di litchi / La leggenda del litchi) 荔镜记 | ?                                                     | 1566; 1581; 1604 |
| Doctrina Christiana en letra y lengua china | ?                                                     | 1593             |
| Vocabulario de la Lengua Española y China / Vocabulario Hispanico y Chinico | ?                                                     | ~1600            |
| Dictionarium Sino Hispanicum | Pedro Chirino                                         | 1604             |
| Bocabulario de la lengua sangleya por las letraz de el A.B.C. | ?                                                     | 1617             |
| Arte de la Lengua Chiõ Chiu | Melchior de Mançano?                                  | 1620             |
| Dictionario Hispanico Sinicum | ?                                                     | 1626-1642        |
| Vocabulario de letra china | Francisco Diaz                                        | 1643             |
| Páizhāng zhīyīn 拍掌知音, "Clap and rhyme" | Liao Lunji                                            | ~1700            |
| Dùjiāng shū shíwǔ yīn 渡江書十五音, "The Dùjiāng shū fifteen consonants" | ?                                                     | 1716             |
| Huìyīn Miàowù 彙音妙悟, "Understanding of the collected sounds" | Huang Qian                                            | ~1800            |
| Huìjí Yǎsútōng Shíwǔyīn 彙集雅俗通十五音, Lūi-chi̍p Ngé-sio̍k-thong Si̍p-ngó͘-im, "the Fifteen Initials Accessible to both the Refined and the Vulgar in one Collection" | Xie Xiulan                                            | 1818; 1831       |
| A Dictionary of the Hok-këèn Dialect of the Chinese Language, According to the Reading and Colloquial Idioms | Walter Henry Medhurst                                 | 1832             |
| A Vocabulary of the Hok-keen Dialect as Spoken in the County of Tsheang-Tshew, 漳州音字典 | Samuel Dyer                                           | 1838             |
| First Lessons in the Tie-chiw Dialect | William Dean                                          | 1841             |
| An English and Chinese Vocabulary in the Court Dialect | Samuel Wells Williams                                 | 1844             |
| Romanised Colloquial Dictionary, 羅馬化會話字典 | John Lloyd                                            | 1844-1848        |
| Anglo Chinese Manual of the Amoy Dialect, 翻譯英華廈腔語彙 | Elihu Doty                                            | 1853             |
| Hollandsch–Emoïsch woordenboek (Dutch–Amoy Dictionary), 荷廈詞典 | M. Schaalje                                           | 1864; 1889       |
| A Manual Of The Amoy Colloquial | John Macgowan                                         | 1869; 1898       |
| Chinese-English Dictionary of the Vernacular or Spoken Language of Amoy, with the Principal Variations of the Chang-Chew and Chin-Chew Dialects, 廈英大辭典 [+supplement] | Carstairs Douglas; Thomas Barclay                     | 1873; 1899; 1923 |
| A Sillabic Dictionary of the Chinese Language | Samuel Wells Williams                                 | 1874             |
| Bāyīn dìngjué 八音定訣, A method for learning the eight tones | Ye Kai'en                                             | 1875; 1881       |
| Hollandsch–Chineesch handboekje voor het Tsiang-tsiu dialect Dutch–Chinese dictionary of the Zhāngzhōu dialect, 荷中漳音辭典 | H. Stuart                                             | 1875             |
| Handbook of the Swatow Dialect with a Vocabulary | Herbert Allen Giles                                   | 1877             |
| First Lessons in the Swatow Dialect | Adele Marion Fielde                                   | 1878             |
| Chineesch–Hollandsch woordenboek van het Emoi dialekt, 中荷字典：廈門音 | C.F.M.) De Grijs; J.J.C. Francken                     | 1882             |
| A pronouncing and defining dictionary of the Swatow dialect | Adele Marion Fielde                                   | 1883             |
| English-Chinese Vocabulary of the Vernacular or Spoken Language of Swatow | Rudolf Lechler; Samuel Wells Williams; William Duffus | 1883             |
| A Chinese and English Vocabulary, in the Tie-chiu Dialect | Josiah Goddard                                        | 1883             |
| English and Chinese Dictionary of the Amoy Dialect | John Macgowan                                         | 1883             |
| Chinese-English Dictionary: Dictionary of Amoy vernacular and English | John Van Nest Talmage                                 | 1885             |
| A handbook of the Swatow vernacular | Lim Hiong Seng [Lin Xiongcheng]                       | 1886             |
| Nederlandsch-Chineesch woordenboek met de transcriptie der Chineesche karakters in het Tsiang-tsiu dialekt, hoofdzakelijk ten behoeve der tolken voor de Chineesche taal in Nederlandsch-Indië (Dutch-Chinese dictionary with transcription of Chinese characters in the Zhàngzhōu dialect, mainly for the purpose of translating the Chinese language in Dutch India), 荷華文 語類參 | Gustave Schlegel                                      | 1886-1890        |
| A Chinese-English Dictionary | Herbert Allen Giles                                   | 1892; 1912       |
| New Dictionary in the Amoy Dialect, 廈門音的字典, Ē mn̂g im ê jī-tián. Tán-má-jī Bo̓k-su | John Van Nest Talmage                                 | 1894             |
| The Hokkien Vernacular, 福建白話英文字典 | George Thompson Hare                                  | 1897; 1904       |
| Nichi Tai syōjiten, 日臺小字典, "A small Japanese-Taiwanese dictionary" | Taiwan Sōtokuhu 臺灣總督府                            | 1898; 1908       |
| Tai Nichi daijiten 臺日大辭典, "A comprehensive Japanese-Taiwanese dictionary" | Taiwan Sōtokuhu 臺灣總督府                            | 1907; 1931-1932  |
| A Dictionary of the Amoy Vernacular, spoken throughout the prefectures of Chin-chiu, Chiang-chiu and Formosa | William Campbell                                      | 1913; 1923       |

## Ricostruzioni esistenti
L'unica ricostruzione sistematica del pMin esistente è stata svolta da Jerry Norman; il nucleo della ricostruzione è stato pubblicato tra il 1973 e il 1974, ma la pubblicazione degli articoli è continuata fino al 1988, mentre una cronologia storica del pMin è stata pubblicata infine nel 1991. Norman ha ricostruito il pMin senza ricorrere al Qieyun, il che lo rende un pioniere in questo metodo di ricostruzione insieme a VanNess Simmons (1992), Anne Yue (2006) e Karen Huang (2009), che hanno applicato lo stesso metodo al proto-Yue; Deng l'ha applicato al proto-She (2013) e Weldon South Coblin l'ha applicato al proto-Hakka (2019). Norman ha selezionato solo parole comuni e non auliche nella ricostruzione, per evitare di basarsi su parole rare e letterarie. Inoltre, ha isolato i vari substrati presenti nei dialetti Min; in particolare, ha isolato il substrato di pronuncia letteraria risalente al primo cinese medio siccome la pronuncia non era originale nei dialetti Min; il substrato letterario è presente nei sinogrammi che hanno due letture piuttosto diverse tra loro invece di una sola. La ricostruzione del pMin di Norman è una delle fonti fondamentali per ricostruire il cinese antico.
Tuttavia, Norman non ha ricostruito delle proto-lingue intermedie in base a una divisione in sotto-famiglie omogenee dei dialetti Min. Per esempio, non ha mai ricostruito il proto-Minnan e il proto-Mindong o una proto-versione di un dialetto composto da numerose varietà. Il proto-Minnan è stato ricostruito da Bit-Chee Kwok nel 2018, mentre il proto-Mindong è ancora a uno stato embrionale ed è stato trattato da Nicholas Bodman. Il proto-Nindge, un dialetto Mindong parlato a Fujian, è stato ricostruito da Hiroyuki Akitani (秋谷裕幸) nel 2018.
Molti altri paper scientifici hanno approfondito degli aspetti molto specifici del proto-Min e dei dialetti Min in ottica storica.

## Ricostruzione (Norman, 1973-88)
La ricostruzione del pMin di Jerry Norman quasi non fa uso dell'IPA, per cui le varie consonanti sono ornate da qualche diacritico sporadico; le consonanti aspirate sono marcate con la "h", mentre il trattino "-" prima della consonante rimarca una classe molto particolare di iniziali, le "iniziali addolcite/ammorbidite".

### Consonanti iniziali
Le consonanti iniziali ricostruite in pMin più particolari sono alcune consonanti che, dal pMin, hanno un riflesso/evoluzione nei dialetti Min contemporanei in un suono laterale /l/ o in un suono fricativo nei dialetti min settentrionali (Minbei) intorno all'area di Jianyang e hanno diversi riflessi tonali in paragone a tutti gli altri dialetti Min. Nei prestiti dai dialetti cinesi del sud in proto-Hmong-Mien, queste iniziali sono realizzate come consonanti prenasalizzate. Questi riflessi nei dialetti Minbei sono eccezionalmente regolari e sistematici, per cui la spiegazione per cui tali riflessi sono semplicemente derivati dall'influenza di dialetti limitrofi (Wu, Gan, Hakka) è insufficiente. Pertanto, queste iniziali vennero da lui chiamate "softened initials", traducibile come "iniziali addolcite/ammorbidite". Le iniziali addolcite vengono distinte da tutte le altre con l'uso di un trattino prima della consonante, e.g., "-b, -d, -g, -dz, -dž" (i riflessi in Minbei sono rispettivamente /v/, /l/, /∅/~/k/, /l/, /∅/). Tali consonanti hanno un riflesso molto anomalo se paragonato alle letture negli altri dialetti cinesi o proto-lingue sinitiche, per cui le iniziali addolcite vengono considerate come derivate da dei cluster in posizione iniziale in cinese antico: alcune varietà di cinese hanno conservato un membro del cluster, mentre i dialetti Min hanno conservato un altro membro. Pertanto, usando le iniziali addolcite, si possono ricostruire dei cluster in cinese antico. Altri cluster sono ricostruiti nel cinese degli Han orientali e proiettati a ritroso fino al cinese antico attraverso l'osservazione delle glosse di pronuncia di caratteri in testi relativi al periodo degli Han orientali: in base alle forti differenze di pronuncia, vengono ricostruiti altri cluster. Altri cluster sono ricostruibili dai substrati specificatamente di cinese antico nelle lingue al tempo confinanti, ovvero il vietnamita, il coreano e il thailandese. In alternativa, le iniziali addolcite sono derivate da strutture sesquisillabiche in cinese antico, cioè da sillabe con un prefisso blandamente attaccato che poi è caduto durante l'evoluzione del cinese ("sesquisillabo", un vocabolo coniato da James Matisoff, significa "una sillaba e mezzo"); il sesquisillabo è trascritto come *Cə-, per cui un esempio inventato di sesquisillabo è *Cə-ka. La lenizione della consonante iniziale (in tal caso "k") è derivata dal fatto che era in un contesto intervocalico; la lenizione è stata poi accompagnata dalla caduta del sesquisillabo. L'uso più sistematico del pMin nella ricostruzione del cinese antico è stato effettuato da Baxter-Sagart (2014) nella forma di cluster iniziali e sesquisillabi. Norman invece aveva teorizzato che la prenasalizzazione fosse una caratteristica già presente in pMin, per cui non la collegò ai sesquisillabi.
| pMin       |
| ---------- |
| *ʔ         |
| *∅         |
| *b         |
| *p         |
| *ph        |
| *d         |
| *t         |
| *th        |
| *g         |
| *k         |
| *kh        |
| *dz        |
| *ts        |
| *tsh       |
| *dž        |
| *tš /t͡ɕ/   |
| *tšh /t͡ɕʰ/ |
| *bh        |
| *dh        |
| *gh        |
| *džh       |
| *-b        |
| *-d        |
| *-g        |
| *-dz       |
| *-dž       |
| *m         |
| *mh        |
| *n         |
| *ń /ɲ/     |
| *nh        |
| *(ńh)      |
| *l         |
| *lh        |
| *ŋ         |
| *ŋh        |
| *s         |
| *š /ɕ/     |
| *z         |
| *ž         |
| *x /x/     |
| *ɣ         |
| *ɦ         |

Dalla comparazione del pMin con il sistema del Qieyun (primo cinese medio), si nota come già in pMin non fossero presenti i suoni retroflessi/cacuminali, che derivano da un antico cluster ancora presente in cinese degli Han orientali ma pronunciato come variante allofona di un suono retroflesso; tale cluster aveva probabilmente una -r- mediana, cioè al secondo membro. Anche il proto-Yue e proto-Hakka non avevano suoni retroflessi; qualora nei dialetti Hakka sia presente un suono retroflesso, deriva dal substrato dei dialetti mandarini confinanti (e.g., dialetti Gan). Questo substrato è entrato nei dialetti Hakka per motivi di vicinanza geografica che per motivi di prestigio delle varietà del nord ed è stato riconosciuto, datato, isolato e trattato a parte.
Inoltre, si nota come alcune palatalizzazioni presenti in primo cinese medio (420-907) e cinese degli Han orientali (25-220) non siano mai avvenute in pMin. Dalla mancanza di queste palatalizzazioni si può datare l'origine del pMin al cinese antico.
Dopodiché, il pMin ha una serie di consonanti sonore aspirate assenti nel sistema del Qieyun e dunque in primo cinese medio e mostra una distinzione tra *ɦ e la coppia *x e *ɣ; in primo cinese medio è presente solo quest'ultima coppia. I tre suoni sono distinti molto bene nei dialetti Minbei. Il pMin preserva in parte lo stacco glottale a inizio sillaba già presente in cinese antico, mentre in alcune sillabe non lo preserva, per cui viene segnalata l'iniziale-zero (zero onset) con il simbolo in logica dell'insieme vuoto. La distinzione tra la conservazione o meno dello stacco glottale a inizio sillaba viene tracciata in base al differente pattern tonale nei dialetti Min, ricollegato alla presenza o meno di un suono iniziale. L'iniziale-zero era sempre seguita da *i o dalla semivocale *y-.
Il pMin ha conservato la distinzione tra consonanti occlusive e affricate sorde e sonore presente in cinese antico e ereditata dal primo cinese medio e dal proto-Wu. La caratteristica è però andata perduta nei dialetti Min moderni siccome *b, *d, *g e *dz si desonorizzano in /p/, /t/, /k/, /t͡s/ (le sonore aspirate si desonorizzano ma preservano l'aspirazione). Le palatali in pMin convergono con le affricate nei dialetti moderni ma, in base ai riflessi non tutti identici tra loro, sono individuabili e ricostruibili.
Il pMin ha anche una serie di nasali sorde, pronunciate probabilmente con voce aspirata ("breathy voice") e che contrastano con altrettante vocali nasali sonore. Le nasali sorde ricostruite in cinese antico da Baxter-Sagart comunque non coincidono con le nasali sorde del pMin. Le nasali sorde in pMin sono ricostruite dai riflessi anomali in alcuni dialetti Min moderni: infatti, in gran parte dei dialetti Min le nasali sorde convergono con le nasali sonore, per cui sarebbero irriconoscibili. Tuttavia, *lh viene ricostruita dal Jiangyang, Jian'ou e Shaowu /s/,*nh viene ricostruita dallo Xiamen /h/ e *ŋh viene ricostruita dallo Xiamen /h/. La *ń palatale, che non è dotata di controparte sonora, è ricostruita da un riflesso /d͡z/ in Xiamen.
Il pMin ha anche una sonante, cioè una consonante avente valore vocalico, ed è la sillaba *mC, cioè con il tono discendente. La sillaba significa "non ancora" ed è imparentata con 未 wèi, che in primo cinese medio era *mjɨjH con il tono discendente e che in cinese antico era *m[ə]t-s. Pertanto, come anche in proto-Hakka e proto-Yue, le sonanti derivano dalla caduta del nucleo vocalico e di un'eventuale coda di sillaba da una sillaba in passato intera e completa: di essa resta solo la consonante iniziale nasale, che è soggetta a modulazione tonale.
Dal cinese antico, il pMin ha perso i cluster iniziali, i sesquisillabi (cioè i prefissi blandamente attaccati) e l'enfasi nelle sillabe di tipo A; già Norman aveva ipotizzato che l'enfasi fosse attribuibile a una faringalizzazione, ricostruita sistematicamente da Baxter-Sagart. Essi ricostruiscono *n̥ e *l̥ sorde che come riflesso in pMin e primo cinese medio portano a *th. Il pMin ha perso anche i tre suoni uvulari ricostruiti in cinese antico in base alla teoria delle uvulari di Pan Wuyun, ripresa da Baxter-Sagart.

### Consonanti finali
Le consonanti finali, cioè in coda di sillaba, sono *-m, *-n, *-ŋ, *-p, *-t, *-k. Le prime tre sono code nasali, mentre le ultime tre sono tre stop consonantici senza rilascio udibile di suono. Tutte queste finali sono state ereditate dal cinese antico.
I riflessi delle code nasali sono irregolari in alcuni dialetti siccome tendono a mescolarsi tra loro, ma nei dialetti Minnan (in particolare nel dialetto Xiamen e in parte nel dialetto Jieyang) sono regolari, per cui lo Xiamen in questo ambito è un dialetto conservativo. Nei dialetti Min centrali (Minzhong), le code di sillaba nasali cadono per apocope, ma una traccia viene conservata siccome la vocale finale è soggetta a nasalizzazione; tuttavia, nei dialetti Putian e Hainan cade anche la nasalizzazione.
I tre stop senza rilascio udibile di suono in svariati dialetti Min si sono leniti e debuccalizzati in uno stacco glottale a fine sillaba; i dialetti Minbei e Minzhong hanno poi perso tutti gli stacchi glottali per apocope, per cui ogni traccia è andata perduta in questi due specifici gruppi. Tuttavia, degli stop sono preservati in taluni dialetti a priori o quando la vocale ricostruita in pMin che li precede è aperta o chiusa. La *-k viene a priori preservata e rintracciata nei Minnan e nei Mindong, la *-t viene a priori preservata nel Fu'an (Mindong) e anche nello Xiamen ma solo dopo vocale chiusa, la *-p dopo vocale aperta viene preservata in Fu'an (Mindong) e la *-p dopo vocale chiusa viene preservata nei Minnan e nel Fuzhouhua (Mindong).
Rispetto al cinese antico, il pMin perde lo stacco glottale a fine sillaba e l'antica *-s finale (che nel cinese degli Han orientali si era lenita e debuccalizzata in *-h). Dalla caduta di questi due suoni in coda di sillaba inoltre si innesca la tonogenesi. Inoltre, tutti i cluster a fine sillaba con lo stacco glottale o la *-s al secondo membro si sono semplificati sempre per la caduta di questi due suoni.

### Sistema vocalico
Le vocali ricostruite in pMin sono *a, *ɑ i, *u, *y, *e, *ə, *o. Le tre semivocali sono *i-, *u-, *y- e formano dittonghi aperti. Le semivocali *-i e *-u possono trovarsi anche in coda di sillaba e dunque formare un dittongo chiuso.
I dittonghi aperti sono *ia, (*iɑ), *ie, *io, *iu, *ua, uɑC, *(uə), *uoC, *yaC, *ye, *yi, *yoC. Il dittongo *uo, *uɑ, *ya e *yo è sempre seguito da una coda di sillaba, indicata genericamente con -C. I dittonghi chiusi sono *ɑi, *əi, *oi, *ɑu, *au, *eu, *əu.
A questi dittonghi, si aggiungono pochi trittonghi chiusi da *-i e abbastanza incerti: (*uai), *uɑi, (*uəi),*iɑi, (*yəi).

### Toni
Il pMin ha 4 classi tonali, che corrispondono a quelle del primo cinese medio: tono piatto (ping), tono ascendente (shang), tono discendente (qu) e tono entrante (ru). Il tono entrante indica un'intonazione breve e sfuggita della vocale in quanto è chiusa da uno dei tre stop senza rilascio udibile di suono: *-p, *-t, *-k. Norman indicò le 4 classi tonali con le lettere *A, *B, *C e *D. Dopodiché, come tutti gli altri dialetti cinesi, il sistema tonale ha subito la separazione tonale ("tonal split"), per cui tutte le intonazioni si sono distribuite in 2 registri vocali: registro acuto (yin) e registro caldo, grave e maschile (yang). Pertanto, il pMin ha 8 toni. La separazione tonale è derivata dalla perdita di distinzione tra consonante iniziale sonora o sorda in pre-Min.
Il tono entrante è presente anche laddove i tre stop a fine sillaba si sono leniti e debuccalizzati in uno stacco glottale. Il tono entrante è preservato anche nei dialetti Minbei e Minzhong, nonostante abbiano poi perso gli stacchi glottali a fine sillaba per apocope. Tuttavia, alcuni dialetti perdono un tono per convergenza con altri toni: il dialetto Yong'an perde l'ottavo tono, che converge con il quarto, mentre il dialetto Jianyang perde il quarto tono, che converge con il quinto. Il dialetto Xiamen perde il quarto tono, che converge con il sesto. Infine, il Jian'ou perde il secondo tono, che converge in gran parte dei casi con il quinto e che con l'iniziale addolcita *-d converge con il terzo, mentre lo Shaowu perde il quarto tono, che converge con il terzo, più l'ottavo tono, che converge in parte con il settimo e in parte con il sesto secondo un pattern fisso.
Il dialetto che preserva tutti e 8 i toni e dunque il più conservativo è il dialetto Chaozhou (o "Teochew"); lo Xiamen e Fuzhou sono parzialmente conservativi a causa di una convergenza tonale in un tono, ma il sistema tonale corrisponde in larga misura a quello del dialetto Chaozhou.